# Caroline Hoctan
« Hoctan » redirige ici. Pour l’article homophone, voir Octant.
Caroline Hoctan est une auteure française née le 27 février 1971. Elle est cofondatrice de la plateforme collaborative de création et de critique D-Fiction.

## Biographie
Caroline Hoctan a publié plusieurs romans ainsi que des textes de création dans des revues et des ouvrages collectifs (La NRF, Inculte, L’Infini, Les Cahiers de Tinbad, etc.).
Elle est également l’auteure d’ouvrages d’histoire littéraire, en particulier d’un Panorama des revues à la Libération issu de sa thèse de doctorat, et d’articles critiques parus dans Le Magazine littéraire, Le Monde des Livres, La Quinzaine littéraire, La Revue des revues, etc.

## Thématiques fictionnelles
Dès son premier roman, Le Dernier Degré de l’attachement (2004), Caroline Hoctan explore la notion de Neutre  théorisée par Roland Barthes, appliquée aux personnages et aux lieux. Son narrateur, dont l’identité n’est jamais assignable à un genre  et qui peut être autant féminine   que masculine, s’inscrit dans la lignée de la réflexion de Monique Wittig sur un sujet affranchi des catégories sexuelles et que l’écriture fait entendre d’un « point de vue universel ». Ce positionnement éloigne ainsi son projet d’écriture des codes de l’autofiction ou du testimonial, inscrivant sa démarche davantage dans une logique d’ontofiction.
Un autre motif récurrent est la figure du père, qui agit comme catalyseur d’une quête existentielle et d’écriture. Dans Le Dernier Degré de l’attachement, la rencontre avec le père devient une dynamique qui évoque Ma Mère de Georges Bataille inversée au masculin, ou encore  Théorème  de Pasolini. La relation au père y est marquée par la projection et la tension, menant à une forme ultime de détachement. Il est à noter que le début du roman, où le personnage découvre que son père est toujours vivant, est un clin d’œil explicite, bien que renversé, à la scène de L’Étranger d’Albert Camus où Meursault apprend que sa mère est morte.
Dans l’existence de cette vie-là (2016) - son deuxième roman - le père n’est plus une figure de l’absence, mais une autorité posthume. Sa mort entraîne le personnage à enquêter sur lui et sur la littérature, guidé par quelques mots inscrits au dos de la carte de visite d’un contact outre-Atlantique : « N’importe qui, N’importe quoi, N’importe quand ». Le récit, qui se déploie sur fond de crise financière et d’élection présidentielle, situe cette quête au cœur de la « Ville des villes », un lieu où se cristallisent, à la fois, la promesse et les désillusions de l’époque. Cette quête devient alors une exploration des liens entre fiction et réalité, dans une errance initiatique où le passé du père et le pouvoir de la littérature s’entremêlent autour d’un même secret. Si le personnage cherche à percer ce secret, c’est aussi parce qu’il y devine celui de l’existence elle-même : cette « autre » vie possible qu’il tente d’atteindre à travers l’écriture. La quête se structure ainsi autour d’une trinité du secret qui, bien que personnelle, possède une portée universelle : le père (notre identité), le sens de l’existence (notre présence au monde) et la création (notre accomplissement). En défendant la littérature comme mode primordial de connaissance et d’expérience, le roman de Caroline Hoctan affirme que l’écriture est sans doute l’ultime voie d’accès à une vérité profonde - celle d’un monde où la fiction et le réel ne cessent de se refléter l’un dans l’autre.
Dans son troisième roman, La Fabrication du Réel (2025), l’auteure approfondit cette réflexion en dévoilant la face cachée du père : ancien officier traitant de renseignement impliqué dans les Stay Behind durant la Guerre froide. Ce roman, qui est une mise en abyme du précédent (sous le titre de L’Exviela), clôt la recherche âpre et douloureuse du personnage en quête du sens que le père aurait pu lui octroyer. En entrelaçant la question de l’identité, du mensonge et des événements historiques, le récit fait émerger la figure d’un écrivain maudit, incarnée par Melmoth, dont le suicide interroge le devenir de la littérature dans une société où les écrivains semblent ne plus y avoir leur place. Roman maïeutique, il agit comme un dévoilement de notre monde et du microcosme littéraire parisien. Ainsi, en opérant une double rupture du nœud œdipien aux figures de l’identification et de la projection de soi, le personnage est amené à s’accomplir au-delà, à la fois, de l’héritage paternel et de son conditionnement social. En dépassant ses certitudes et en rompant avec l’emprise des récits manipulatoires – ceux de sa propre existence comme ceux de la société – il accède alors à une nouvelle perception de la réalité. Ce dépassement le conduit à renouer avec l’acte d’écrire, non plus comme une simple expérience, mais comme une véritable puissance d’être et d’agir. Le roman ambitionne également d’apporter une résolution à l’énigmatique message de la sculpture Kryptos de James Sanborn située au siège de la CIA. Ce dernier point renvoie d’ailleurs à la dimension métaphysique du roman : le nombre 23, le chiffre 5, la pièce manquante, la spirale, l'involution et l'évolution, le questionnement du temps : autant de thèmes majeurs soulevés par La Fabrication du Réel qui défendent ainsi la praxis d’une écriture ouvrant sur un nouveau fictionnalisme.

## Style et forme des romans
Le Dernier Degré de l’attachement est composé de 373 fragments, dont les chiffres additionnés donnent 13, symbole du mystère et de l'inconnu, puis 4, qui représente les quatre éléments (air, feu, eau, terre) et les quatre directions (nord, sud, est, ouest), incarnant les forces primordiales qui façonnent l'existence humaine. C'est sur ces symboliques que repose le roman. À travers la relation complexe entre le personnage principal et son père, le récit explore les méandres de l'identité et du lien filial, chaque fragment étant une clé pour déchiffrer les tensions intérieures et les contradictions qui sous-tendent la confrontation de l’individu avec le monde, l’autre et soi-même. Oscillant entre monologue intérieur et dialogues au style indirect, le texte acquiert une densité intemporelle et poétique. Le dépouillement presque ascétique de la prose crée une suite d’images mentales quasi hallucinatoires, que l’on peut percevoir comme des plans filmés, conférant à la narration une dimension visuelle et sensorielle.
Dans l’existence de cette vie-là adopte la forme d’un long rouleau, en hommage à Sur la route de Jack Kerouac, leitmotiv du récit. Il se divise en deux parties symétriques, chacune composée de quinze chapitres : la première (au présent) suit les quinze journées de la crise financière de 2008 (15-29 septembre), tandis que la seconde (au passé) s’articule autour des quinze étoiles des constellations d’automne et d’hiver (octobre 2008-janvier 2009) pendant les élections présidentielles américaines. Ces quinze chapitres font, dans chacune des deux parties du roman, écho à une étoile qui traverse le texte et dont les différentes significations, tant culturelles qu’historiques, se superposent à celle qu’elle revêt pour le personnage : l’étoile de la littérature – bonne étoile, étoile métaphysique – dont les pointes désignent six héroïnes et héros fictionnels (Anna, Ida, Sylvia et Bell, Gatsby, Paradise). En outre, ces deux parties sont séparées en leur centre par un rideau textuel, constitué d’incipit extraits de 128 œuvres romanesques et poétiques américaines. Le roman s’achève sur une chute graphique où les lettres, disposées sous forme de matrice, dévoilent le secret de la littérature, avant de se refermer sur un épilogue. Les écrivains et les personnalités qui jalonnent le roman ne sont jamais nommées de leur véritable nom, mais seulement par leurs surnoms, issus de leurs propres œuvres ou de sources publiques qu'un index, en fin de volume, permet de situer. Pour les personnes réelles - en interaction avec le personnage principal - elles apparaissent seulement sous l’entité de leur fonction ou statut, hormis « Rambo », le dealer de marijuana bio : « l’Écrivain » (Bret Easton Ellis), « le Critique » (Harold Bloom), « le Conservateur » (en:Paul Holdengräber) et « l’Agent littéraire »  (en:Amanda Urban). Si l’on retrouve dans ce roman « l’écriture blanche » de son premier roman, celle-ci y est plus dense, se déployant à travers des périphrases où références et citations se font écho, reformulant sans cesse la réalité des lieux et des événements en une sorte de gigantesque palimpseste des symboles et de la mythologie américaine, faisant de ce texte un véritable roman à clef envoûtant qui peut être appréhendé comme un « thriller ». L’ampleur et l’exigence de ce roman soulignent ainsi l’ambition d’une écriture capable d’opérer elle-même sur la réalité qu’elle décrit pour faire de la littérature la seule « vraie vie » possible.
La Fabrication du Réel se compose de 23 chapitres, chacun structuré autour de 23 paragraphes, correspondant aux 23 termes de la phrase finale, qui servent de porte d’entrée et de sortie à l’hypnose textuelle qui traverse le roman. Véritable manifeste d’écriture, le roman s’attache à fictionnaliser la « réalité », en proposant des formes multiples qui déconstruisent les frontières des genres : il est à la fois un roman métaphysique, initiatique et d’espionnage, construit sur un noyau central qui se dérobe constamment jusqu’au dernier chapitre. Ainsi, La Fabrication du Réel devient la levée du secret des secrets : un secret intime, un secret de guerre, et celui de l’écriture elle-même, que l’auteure dévoile à travers une hypothèse de résolution du message de Kryptos. Le style du roman mêle un certain classicisme à une touche célinienne, avec l’utilisation de l’imparfait du subjonctif et de l’argot, mais celle-ci ne nuit pas à la prééminence du classicisme ; au contraire, elle le court-circuite, créant une tension qui renforce la dimension de rupture avec les conventions stylistiques habituelles.